# 陈文洽
陈文洽，广东澄海人，是一名清朝政治人物。举人出身。
陈文洽曾于1757年接替卢师武任娄县知县一职，1758年由黄孝熙接任。